# Gyranusoidea
Gyranusoidea is een geslacht van vliesvleugeligen uit de familie Encyrtidae. De wetenschappelijke naam van dit geslacht is voor het eerst geldig gepubliceerd in 1947 door Compere.

## Soorten
Het geslacht Gyranusoidea omvat de volgende soorten:
- Gyranusoidea advena Beardsley, 1969
- Gyranusoidea albiclavata (Ashmead, 1905)
- Gyranusoidea amasis Noyes, 2000
- Gyranusoidea aphycoides (Mercet, 1921)
- Gyranusoidea austrina Annecke & Mynhardt, 1970
- Gyranusoidea brixia Noyes, 2000
- Gyranusoidea ceroplastis (Agarwal, 1965)
- Gyranusoidea cinga Noyes & Hayat, 1994
- Gyranusoidea citrina (Compere, 1938)
- Gyranusoidea claripennis (Timberlake, 1918)
- Gyranusoidea croton Noyes & Hayat, 1994
- Gyranusoidea deione Noyes, 2000
- Gyranusoidea dice Noyes, 2000
- Gyranusoidea dilatata Annecke & Mynhardt, 1970
- Gyranusoidea dispar (Kerrich, 1953)
- Gyranusoidea ection Noyes, 2000
- Gyranusoidea epos Noyes & Hayat, 1994
- Gyranusoidea eurybates Noyes, 2000
- Gyranusoidea flava Shafee, Alam & Agarwal, 1975
- Gyranusoidea hecale Noyes & Hayat, 1994
- Gyranusoidea indica Shafee, Alam & Agarwal, 1975
- Gyranusoidea iranica Japoshvili & Fallahzadeh, 2010
- Gyranusoidea janzeni Noyes, 2000
- Gyranusoidea klugei Prinsloo & Annecke, 1976
- Gyranusoidea lagus Noyes, 2000
- Gyranusoidea lamus Noyes, 2000
- Gyranusoidea litura Prinsloo, 1983
- Gyranusoidea marsyas Noyes, 2000
- Gyranusoidea munda Annecke, 1969
- Gyranusoidea orcades Noyes & Hayat, 1994
- Gyranusoidea pauliani (Risbec, 1957)
- Gyranusoidea phenacocci (Beardsley, 1969)
- Gyranusoidea pseudococci (Brèthes, 1924)
- Gyranusoidea rhodope Noyes, 2000
- Gyranusoidea scepsis Noyes & Hayat, 1994
- Gyranusoidea semele Noyes, 2000
- Gyranusoidea separata Prinsloo, 1983
- Gyranusoidea signata Annecke & Mynhardt, 1970
- Gyranusoidea sulmo Noyes, 2000
- Gyranusoidea tebygi Noyes, 1988
- Gyranusoidea valeo Noyes, 2000
- Gyranusoidea watsonae Noyes & Hayat, 1994
- Gyranusoidea yunnanensis Xu, 2004